# Каплан, Эмре
Эмре Каплан (тур. Emre Kaplan; род. 12 января 2001, Elmadağ, Анкара) — турецкий и азербайджанский футболист, левый защитник клуба «Истанбул Башакшехир», выступающий на правах аренды за клуб «Бандырмаспор».

## Клубная карьера
Уроженец Элмадага, Анкара, Каплан выступал за молодёжные команды «Элмадаг Беледиеси», «Анкарагюджю» и «Истанбул Башакшехир». 9 декабря 2020 года дебютировал в основном составе клуба «Истанбул Башакшехир» в матче Лиги чемпионов УЕФА против «Пари Сен-Жермен», выйдя на замену Фредрику Гулбрандсену.

## Карьера в сборной
Несмотря на то, что Эмре родился в Турции, он выступал за сборные Азербайджана до 19 лет и до 21 года